# Les Dalton (série télévisée d'animation)
Pour l’article homonyme, voir Les Dalton.
Les Nouvelles Aventures de Lucky Luke Kid Lucky (série télévisée d'animation)
Les Dalton est une série télévisée d'animation comique française en 191 épisodes de 7 minutes, coproduite par Xilam, Dargaud Média, Lucky Comics et France 3, d'après l'œuvre de Morris et diffusée sur Canal+, Télétoon+ et sur Canal+ Family dans l'émission Cartoon+ le 23 mai 2010. Elle a aussi été diffusée sur Boomerang (France).
En Suisse, la série est diffusée sur RTS Deux dans l'émission Mabule, et au Québec à partir du 11 décembre 2010 à Télé-Québec.

## Synopsis
Reclus dans un établissement pénitentiaire au cœur du désert du Nevada, les frères Dalton considérés comme les brigands les plus dangereux de l'ouest, aspirent à retrouver leur liberté, mais en vain. Chaque stratagème élaboré par Joe, l’aîné des Dalton, se solde invariablement par un échec. Qu’ils tentent de se servir de Rantanplan, le chien du Directeur Général, ou de profiter de l’une des erreurs de l'entourage du directeur, leur plan d’évasion se trouve toujours compromis. Après s’être enfuis, ils s’emploient à dévaliser les bourgades, mais regagnent toujours leur cellule.

## Personnages
- Joe Dalton est l’aîné des frères Dalton, le plus petit en taille et celui qui prend toutes les décisions. C'est le plus malin de la fratrie, il est très nerveux, impulsif, bagarreur et souvent en colère ou agacé. Il monte des plans toujours plus farfelus et créatifs les uns que les autres pour s'évader, mais qui n’aboutissent jamais à cause soit de son impulsivité, de la bêtise d'Averell ou de la stupidité de Rantanplan, soit d'un élément imprévu. Parfois, il peut se montrer quelque peu gentil et souriant.
- Jack Dalton est le cadet et le plus réservé des frères Dalton. Il est assez effacé, attentif et calme ; on le découvre en tant que génie de la mécanique.
- William Dalton est le benjamin et le plus intelligent et cultivé des frères Dalton. Il est assez réfléchi et calme, c'est également lui qui résout les problèmes, même les plus complexes, il est même capable de traduire des textes anciens comme le Nahuatl (la langue des Aztèques). Lui et Jack sont très proches.
- Averell Dalton est le plus grand en taille, le poussin et le plus bête des frères Dalton (ce qui est une cause fréquente des échecs d'évasion). Il est sensible et honnête malgré lui. Il est très souvent dans la lune. C'est aussi un grand gourmand, il lui arrive cependant d'avoir des coups de génie ou de se montrer très talentueux dans certains domaines (notamment l'art), comme faire des trompe-l'œil, faire des origamis ou des sculptures avec à peu près n'importe quoi : pierres, savon, nourriture. Dans la série , il développe également un savoir-faire particulier avec les animaux, mais également avec les enfants.
- Melvin Peabody est le directeur du pénitencier (bien que la plupart des décisions soient prises par Miss Betty). Il surveille de très près les agissements des frères Dalton. Il est aussi assez sûr de lui, cupide, impulsif et il panique assez facilement quand les Dalton tentent de s'évader. Il a également un petit faible pour Miss Betty. Il rêve que son pénitencier devienne célèbre et tient à la réputation de celui-ci. Il y reçoit parfois des personnes célèbres comme Thomas Edison, les frères Wright, la reine Victoria, Ulysses S. Grant, le Dr Jekyll (nommé Dr Jeff Kyll), Jesse James, Charles Darwin, Henri de Toulouse-Lautrec, Antonio López de Santa Anna, etc. Il a également un tic de langage et remplace la plupart des suffixes par « tude » (par exemple, au lieu de dire le mot "malhonnêteté", il dit "malhonnêtitude").
- Miss Betty est l'animatrice de la prison. La majorité des détenus ont un faible pour elle, de même que M. Peabody et Vrai Faucon. Elle a du caractère et est à la fois douce et attentionnée. Elle semble avoir un petit coup de cœur pour Averell Dalton. Elle se révèle être très habile dans de nombreux domaines : arme à feu, arc et flèche, conduite, etc.  Dans l'épisode Le Pari , elle tombe totalement sous le charme de William Wilmington, surnommé le Roi de l'évasion.
- Pete et Emmett sont les deux gardes du pénitencier. Ils sont proches et ne sont pas très intelligents. Ils font souvent des paris pour savoir si les Dalton sont capables de s'évader ou non et passent plus de temps à discuter qu'à les surveiller.
- Loup Cinglé est le chef de la tribu des Bras-Cassés. Il est celui qui ramène le plus souvent les Dalton au pénitencier, souvent à coups de flèches dans le dos. Malgré son apparence et sa voix calme, il est très susceptible et impulsif.
- Vrai Faucon est un vendeur ambulant. Il vient fréquemment au pénitencier y vendre n'importe quoi : pain, objets traditionnels ou potions magiques. C'est un manipulateur et un escroc né, qui se fait souvent avoir par les Dalton qui lui volent des objets personnels, voire magiques, pouvant les aider à s'évader, même s'il entretient une certaine collaboration avec eux. Tout comme Miss Betty, il est animateur au pénitencier où il présente les coutumes et la culture amérindiennes. Il est également sorcier et médecin. Il est reconnaissable grâce à son masque recouvrant tout son corps, ne laissant dépasser que ses jambes et ses bras.
- Ma Dalton est la mère des Dalton. Elle a une taille semblable à celle de Joe (alors que dans la bande-dessinée, elle est un peu plus grande que lui). Malgré sa malhonnêteté, elle accorde une grande importance à la politesse et à la bonne éducation de ses enfants, qu'elle affectionne, plus particulièrement Averell.
- Lucky Luke est un cowboy solitaire qui tire plus vite que son ombre et héros de la série du même nom, qui arrêtait sans arrêt les Dalton au grand malheur de Joe. Bien qu'étant absent de cette série, il apparait en clin d'œil dans certains épisodes. D’après M. Peabody dans l'épisode L'Évasion pour les nuls, il aurait pris sa retraite mais notons que dans ce même épisode, Joe était furieux de le voir (c'était Peabody déguisé en Lucky Luke) car il semblerait que ce soit lui le responsable de leur incarcération dans le pénitencier.
- Rantanplan est le chien de garde du pénitencier. Totalement stupide, il est le seul animal de la série à pouvoir parler. Il semble avoir de l'affection pour les Dalton et en particulier Averell. Il est le principal responsable des échecs dans les évasions des Dalton. On apprend dans l'épisode Le Contraire d'un Indien, qu'il comprend le contraire de ce qu'on lui dit et dans l'épisode À l'intérieur de Rantanplan, que sa stupidité est due à l'inactivité de ses capacités cérébrales.
- Ming Lee Fu est le blanchisseur chinois du pénitencier. Il est doué en acupuncture, hypnoses, kung-fu, cuisine… Il habite une pagode qui fait également office de blanchisserie. Il possède également des caisses d'explosifs dont il se sert pour déboucher la lessiveuse, ou des feux d'artifice pour le Nouvel An chinois.

## Fiche technique
- Titre original : Les Dalton
- Créateur : Olivier Jean-Marie
- Producteur : Marc du Pontavice
- Producteur délégué : Marc du Pontavice
- Production : Xilam Animation, Dargaud Média, Lucky Comics
- Studio d'animation : Armada TMT, Tycoon animation
- Réalisateur : Charles Vaucelle
- Adaptation littéraire : Olivier Jean-Marie et Jean-François Henry
- Adaptation graphique : Charles Vaucelle
- Storyboard : Vincent Dubost
- Musique des génériques de début et de fin : Arrogant Criminals - Boys Get Around
- Composition : Hervé Lavandier
- Pays d'origine :  France
- Durée moyenne d'un épisode : 7 minutes (22–23 minutes pour les deux épisodes spéciaux)
- Nombre de saisons : 2
- Nombre d'épisodes : 191 (2010-2015)
- Diffusion française : France 3, Canal+, Canal+ Family, Télétoon+ et Boomerang.
- Public : Tous public

## Distribution
- Christophe Lemoine : Joe Dalton
- Bruno Flender : Jack Dalton
- Julien Cafaro : William Dalton
- Bernard Alane : Averell Dalton
- François Morel : Rantanplan
- Edwige Lemoine : Miss Betty
- Stéphane Ronchewski : Melvin Peabody et Abel Peabody  (épisode Pénitencier palace hôtel)
- Bruno Magne : Pete, Loup Cinglé
- Michel Dodane : Emmett, Ming-Li Foo, James East
- Jérémy Prévost : Vrai Faucon, Butch Cassidy, Xorro, voix additionnelles
- Luq Hamet : Jesse James
- Barbara Tissier : Ma Dalton
- Armelle : la mère de Melvin Peabody
- Éric Métayer : Bouderfield, le magicien
- Déborah Perret : Miss Pinpon
- Kelly Marot : la fée  (épisode : La Fée Dalton)
- Marie-France Ducloz : Greta
- Emmanuelle Pailly : Lucy

 Source et légende : version française (VF) sur RS Doublage

## Épisodes

### Première saison (2010-2012)
78 épisodes
1. Ça bulle pour les Dalton
2. Les Dalton twistés
3. Esprit es-tu là ?
4. Le rideau d'eau
5. Le toutou des Dalton
6. Une affaire de goût
7. Crise d'otages
8. Dernières volontés
9. Touche pas à mes diams
10. Les Dalton atteignent des sommets
11. La fiancée du directeur
12. Le mouchard
13. Galères en galeries
14. Le magicien
15. Les Dalton en totem
16. Zzzzzz
17. Mamma mia !
18. Joli cœur
19. Les Dalton font du propre
20. La poudre d'escampette
21. Enfermés dehors
22. Enfin libre
23. Le fakir
24. Les Dalton à l'eau
25. Le désert de la mort qui tue
26. Et que ça saute !
27. Les Dalton disparaissent
28. Les Dalton font leur cinéma
29. L'évasion pour les nuls
30. Le pari
31. Gonflés !
32. Les Dalton en mêlée
33. Ça va fumer
34. Le trou de trop
35. Les Dalton dans la farine
36. Les Dalton carburent
37. Les Dalton en roue libre
38. Les Dalton remettent les pendules à l'heure
39. La vache et les prisonniers
40. Averell, tu dors ?
41. Deux minutes d'arrêt
42. Les Dalton à la neige
43. Les Dalton timbrés
44. Bisons futés
45. Les Dalton tombent sur un os
46. Le Mal du pénitencier
47. Les Dalton pouponnent
48. Ils sont fous ces Dalton
49. Un Noël pour les Dalton
50. Fan des Dalton
51. Le code Dalton
52. Le maillon faible
53. Joe fait l'autruche
54. Les Dalton prennent l'air
55. 18 trous pour 4 Dalton
56. La prisonnière
57. Rodéo pour les Dalton
58. Les Dalton se mettent au courant
59. Bête et méchant
60. Daltonland
61. Le devin
62. Une solide amitié
63. Le passage secret
64. Les Dalton se refont une beauté
65. Le serment des Dalton
66. La réincarnation
67. Joe le funambule
68. Trompe-l'œil
69. Le vol de trop
70. Le fils de la jungle
71. Les Dalton font le mur
72. Un ovni pour les Dalton
73. Les rois du ring
74. Le coup du poulet
75. Les Dalton dans la jungle
76. Les Dalton à la poubelle
77. Magnetic Joe
78. Joe le dirlo

### Deuxième saison (2013-2015)
113 épisodes
1. Parfum d'évasion
2. Un problème de taille
3. L'art d'être un Dalton
4. Dalton avec deux ailes
5. Boulets et boulettes
6. Ramon le fantôme
7. Les Dalton font de l'audimat
8. Sur un cactus perché
9. Les Dalton sont surdoués
10. Mauvais plan
11. Le marionnettiste
12. Il voit des Joe partout
13. Les rois du pliage
14. Au feu les Dalton
15. Les Dalton se téléportent
16. La guerre du pain
17. Les Dalton ont la frite
18. Malin comme un singe
19. Les Dalton en kit
20. Le contraire d'un indien
21. Les Dalton sont dans la lune
22. Les Dalton ont les crocs
23. Le prince du désert
24. La fureur du Dalton
25. 4 beaux gosses pour une évasion
26. Gardes, arrêtez les Dalton !
27. C'est géant
28. Un prisonnier modèle
29. La voix est libre
30. Coup de vent
31. Du pop-corn pour les Dalton
32. Coup de génie
33. Un plan royal !
34. La belle et les bêtes
35. Une sacrée ménagerie !
36. Inspecteur Dalton
37. Les Dalton crèvent l'écran
38. Un mal de chien
39. C'est du gâteau !
40. Raptarantanplan
41. Les Dalton surfent sur le réseau
42. Le porte-bonheur des Dalton
43. Les Dalton rebondissent
44. Les Dalton et le Dragon
45. Le coup de la girafe
46. Les Dalton légionnaires
47. Le chasseur de primes
48. A l'abordage !
49. Le testament de pépé Dalton
50. Tu seras un indien mon fils
51. Les Dalton en première page
52. Jenny La Terreur
53. Le passe-muraille
54. Les lapins Dalton
55. Triple Idiot !
56. Miss Betty se rebelle
57. Roulez jeunesse !
58. Les Dalton font la roue
59. Reconstitution
60. A l'intérieur de Rantanplan
61. Corrida pour les Dalton
62. Averell aux doigts d'or
63. Les Dalton se plient en quatre
64. Trous de mémoire
65. Ragoût maudit
66. Maman, j'ai raté l'évasion
67. Danse avec les bisons
68. Sonnez clairon !
69. Pigeon vole !
70. Un plan cro-mignon
71. Coup de baguette
72. La station-service
73. Pénitencier palace hôtel
74. La fée Dalton
75. Les Dalton tissent leur toile
76. Les Dalton entrent en scène
77. Les Dalton se ballonnent
78. Les Dalton ont la forme
79. Un grain de sable pour les Dalton
80. Les Dalton se font mousser
81. Les Dalton sont vaccinés
82. Les Dalton se font les cheveux
83. Les cousines Dalton
84. Au vol !
85. Cactus Joe
86. Averell qui valait super cher
87. Les Dalton déménagent
88. Les sœurs ennemies
89. Roule ma poule !
90. Averell jette un froid
91. Le plan sans faille
92. Catastrophe au pénitencier
93. Le justicier masqué
94. Première évasion
95. Mauvaises graines
96. En quatrième vitesse
97. Frères coyotes
98. Ce bon vieux Joe
99. Les Dalton sont sur un nuage
100. En piste, les Dalton !
101. Mariage à l'indienne
102. Au frais, les Dalton !
103. Fort Dalton (Spécial)
104. Les Dalton et la tortue
105. La croisière, ça m'use !
106. Piège de guimauve
107. Les vacances des Dalton (Spécial)
108. Le dada des Dalton
109. C'est dans la poche
110. Les Dalton rient à pleines dents
111. Les Dalton en chantier
112. Traitement de choc
113. Un paradis d'enfer

## Diffusion nationale
| Pays        | Chaînes                                    |
| ----------- | ------------------------------------------ |
| France      | France 3, Canal+, Canal+ Family, Boomerang |
| Belgique    | RTBF, VRT                                  |
| Finlande    | MTV OY                                     |
| Norvège     | NRK                                        |
| Pologne     | Teletoon+ Polska, TV Puls, Puls 2          |
| Portugal    | SIC K                                      |
| Suisse      | TSR                                        |
| Canada      | Télé-Québec                                |
| Italie      | K2, DeA Kids, Boomerang                    |
| Allemagne   | ProSieben Maxx                             |
| Turquie     | ATV, MinikaGO                              |
| Ligue arabe | MBC 3                                      |
| Inde        | SUN TV, Hungama TV                         |